# 山村良利
山村 良利（やまむら よしとし）は、戦国時代から安土桃山時代にかけての武将。信濃国の国衆・木曽氏の重臣。
『木曽考続貂』では「三河守」としているが、これは確認されていない。

## 生涯
永正11年（1514年）、山村良道の子として生まれる。
父の良道は、宇多源氏の佐々木氏または大江氏の末裔で近江国山村郷から木曽谷に来た時に木曾義昌に仕えることになったとされる。
良利は木曾義在の娘を妻に娶り、木曾氏の重臣となった。
良利は甲斐国の武田氏との取次を務めている。
『甲陽軍鑑』によれば、弘治5年（1555年）木曾氏が甲斐国の武田信玄に降ると、信玄の息女で木曽義昌に嫁いだ真竜院に付き添った付家老として千村備前守・「山村新左衛門」を挙げているが、これは誤りであることが指摘される。
永禄7年（1564年）6月9日に木曾義昌が黒沢若宮社（長野県木曽町）に三十六歌仙板絵を奉納した際には、良利が「中納言家持」、子息の山村良候が「凡河内躬恒」板絵を奉納している。
元亀3年（1572年）9月、武田信玄の西上作戦に際し良利は飛騨国を攻略し、「山村家文書」によれば、良利は信玄から直接、美濃国恵那郡安弘見郷で3百貫、さらに千旦林村、茄子川村の両村の3百貫を与えられた。
天正2年（1574年）3月晦日には武田勝頼から美濃の所領について安堵状を受け取っている。
武田氏滅亡後、天正12年（1584年）には羽柴秀吉（豊臣秀吉）から徳川方への牽制を賞されている。
天正10年（1582年）木曾義昌が武田勝頼に謀反を起こそうと企てた。勝頼は義昌を召し出して正そうとしたが、病と言って行かず、やむをえず良利が甲斐に赴いたが帰そうとしなかったため、隙を窺って木曽へ逃げ帰った。
天正18年（1590年）に木曽義昌は下総国網戸(阿知戸)へ転封されため、嫡男の山村良候と孫の山村良勝はこれに従ったが、良利は老齢を理由に辞退し、木曽へ残留した。
慶長4年（1599年）9月6日、木曾福嶋で死去。享年86歳。